# 倉田タカシ
倉田 タカシ（くらた たかし、1971年 -）は、日本のSF作家。埼玉県出身。

## 経歴
1971年、埼玉県生まれ。2009年に文学フリマで出品した作品「紙片50」が、同年の年間SF傑作選に収録され、2010年に短編「夕暮にゆうくりなき声満ちて風」（『NOVA2』収録）でデビューする。
2014年、長編『母になる、石の礫で』が第2回ハヤカワSFコンテスト最終候補となる。2018年に『うなぎばか』で第1回細谷正充賞を受賞。2023年の『すばる』8月号の特集「トランスジェンダーの物語」に「パッチワークの群島」を寄稿した。荒唐無稽な設定やナンセンスな展開の中に、切実さを含む作風で知られる。

## 作品

### 単行本

#### 単著
- 『母になる、石の礫で』(2015年、早川書房・ハヤカワSFシリーズ Jコレクション)
- 『うなぎばか』(2018年、早川書房)
- 『あなたは月面に倒れている』(2023年、東京創元社・創元日本ＳＦ叢書) - 短編集
  - 「二本の足で」
  - 「トーキョーを食べて育った」
  - 「おうち」
  - 「再突入」
  - 「天国にも雨は降る」
  - 「夕暮にゆうくりなき声満ちて風」
  - 「あなたは月面に倒れている」
  - 「生首」
  - 「あかるかれエレクトロ」

#### 共著
- 『旅書簡集 ゆきあってしあさって』(2022年、東京創元社) - 高山羽根子、酉島伝法と共著
- 『未来の「奇縁」はヴァースを超えて――「出会い」と「コラボレーション」の未来をSFプロトタイピング』（2023年、プレジデント社） - 藤井太洋, 高山羽根子, Sansan株式会社, WIRED Sci-Fiプロトタイピング研究所と共著

### 短編
- 「夕暮にゆうくりなき声満ちて風」『NOVA 2 書き下ろし日本SFコレクション』収録、河出書房新社・河出文庫、2010年

## 関連文献
- マリアーナ・エンリケス, 倉田タカシ「マリアーナ・エンリケス × 倉田タカシ】SF的想像力とホラー的想像力について」『WIRED』第50巻、2023年9月、2025年6月24日閲覧。